# Phoroncidia alveolata
Phoroncidia alveolata là một loài nhện trong họ Theridiidae.
Loài này thuộc chi Phoroncidia. Phoroncidia alveolata được Eugène Simon miêu tả năm 1903.